# Liste der Baudenkmäler im Rheinisch-Bergischen Kreis

Rheinisch-Bergischer Kreis

Die Liste der Baudenkmäler im Rheinisch-Bergischen Kreis umfasst:
- Liste der Baudenkmäler in Bergisch Gladbach
- Liste der Baudenkmäler in Burscheid
- Liste der Baudenkmäler in Kürten
- Liste der Baudenkmäler in Leichlingen
- Liste der Baudenkmäler in Odenthal
- Liste der Baudenkmäler in Overath
- Liste der Baudenkmäler in Rösrath
- Liste der Baudenkmäler in Wermelskirchen

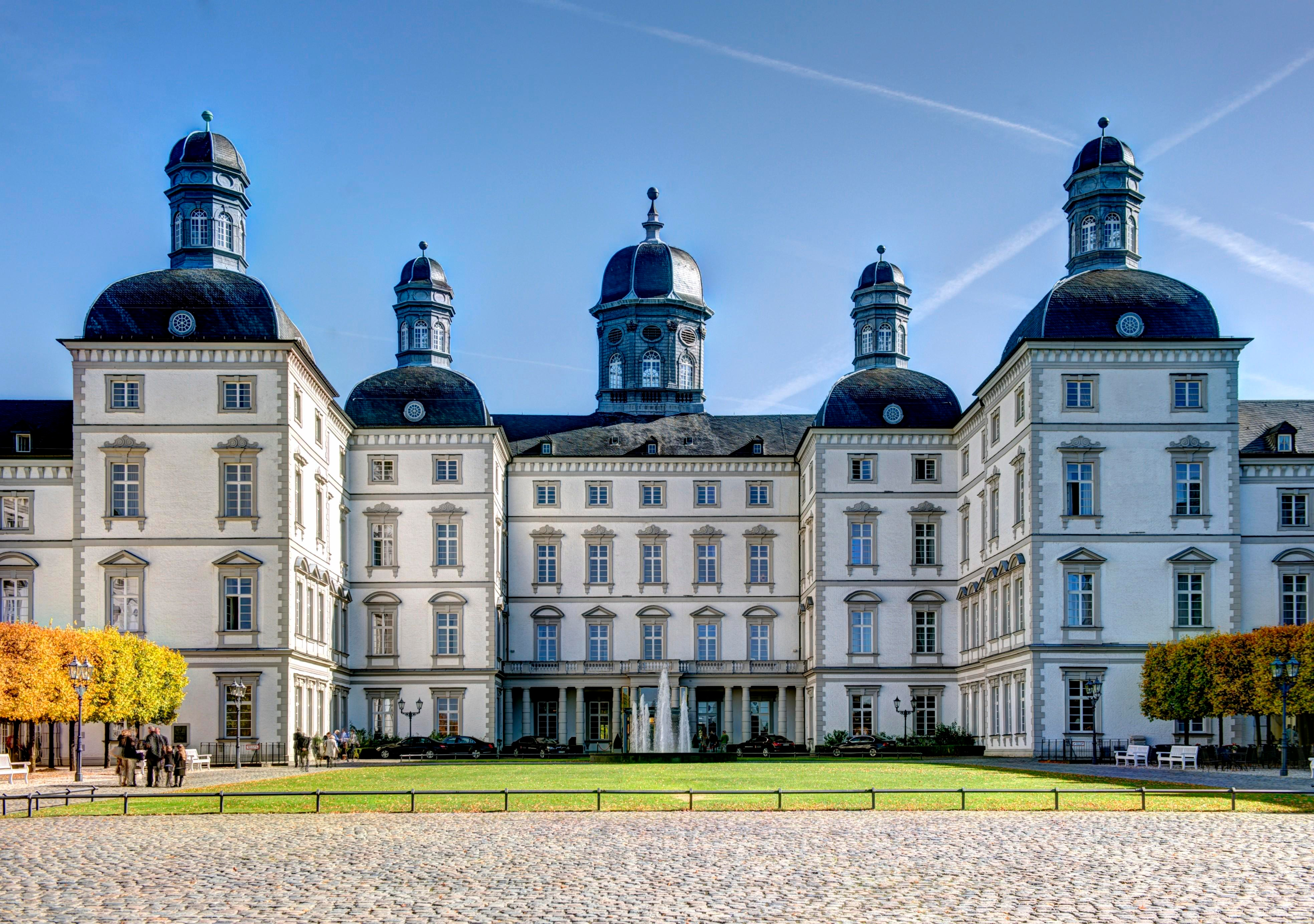
Neues Schloss Bensberg (Bergisch Gladbach)
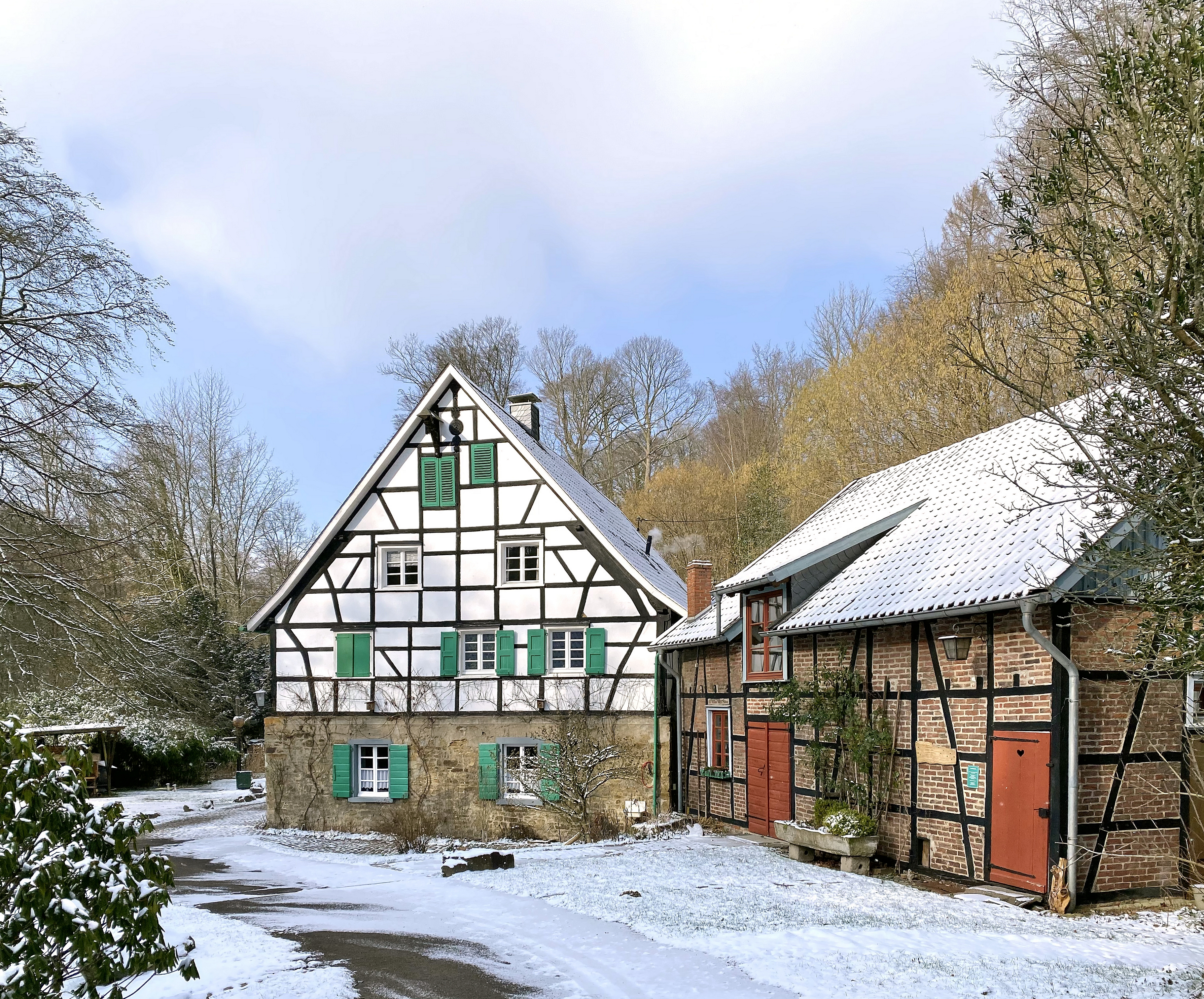
Lambertsmühle (Burscheid)
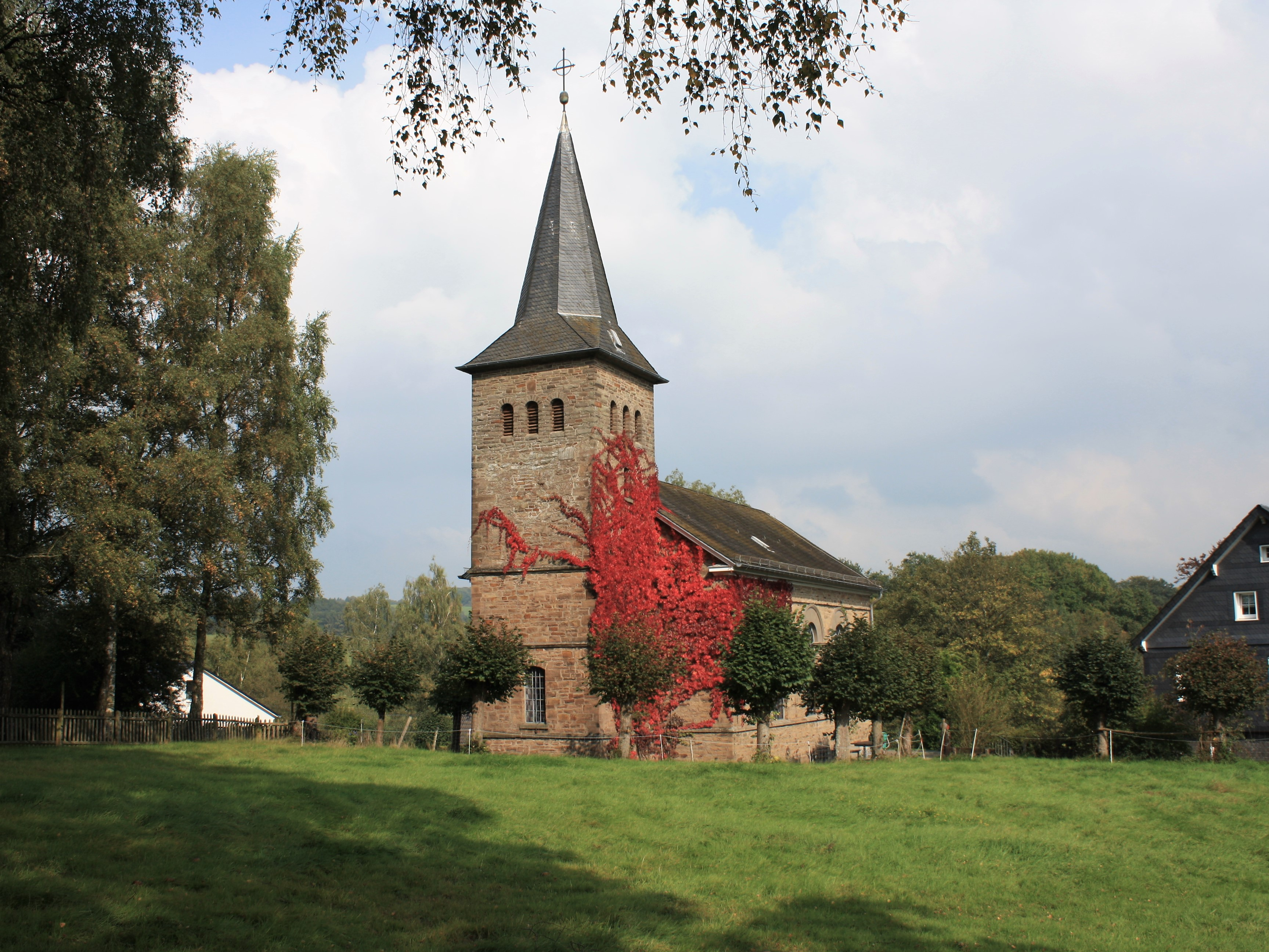
Ev. Kirche Delling (Kürten)
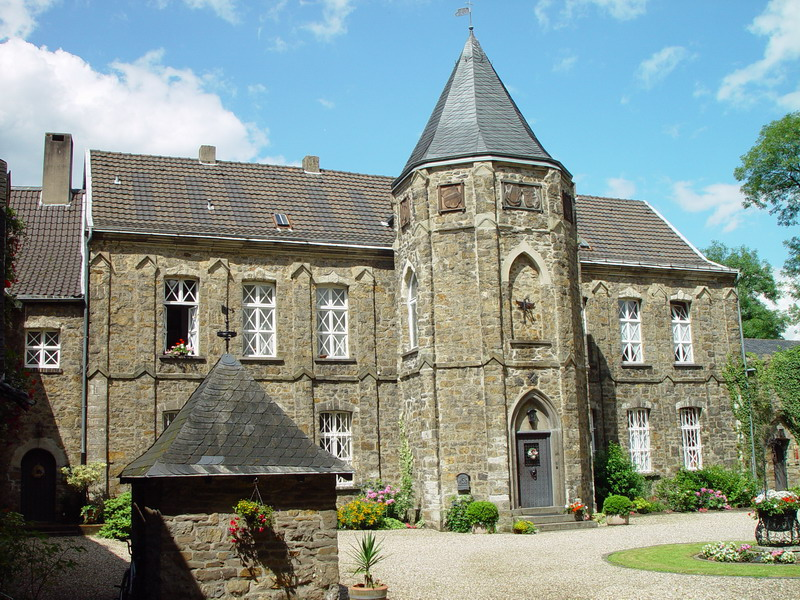
Haus Vorst (Leichlingen)
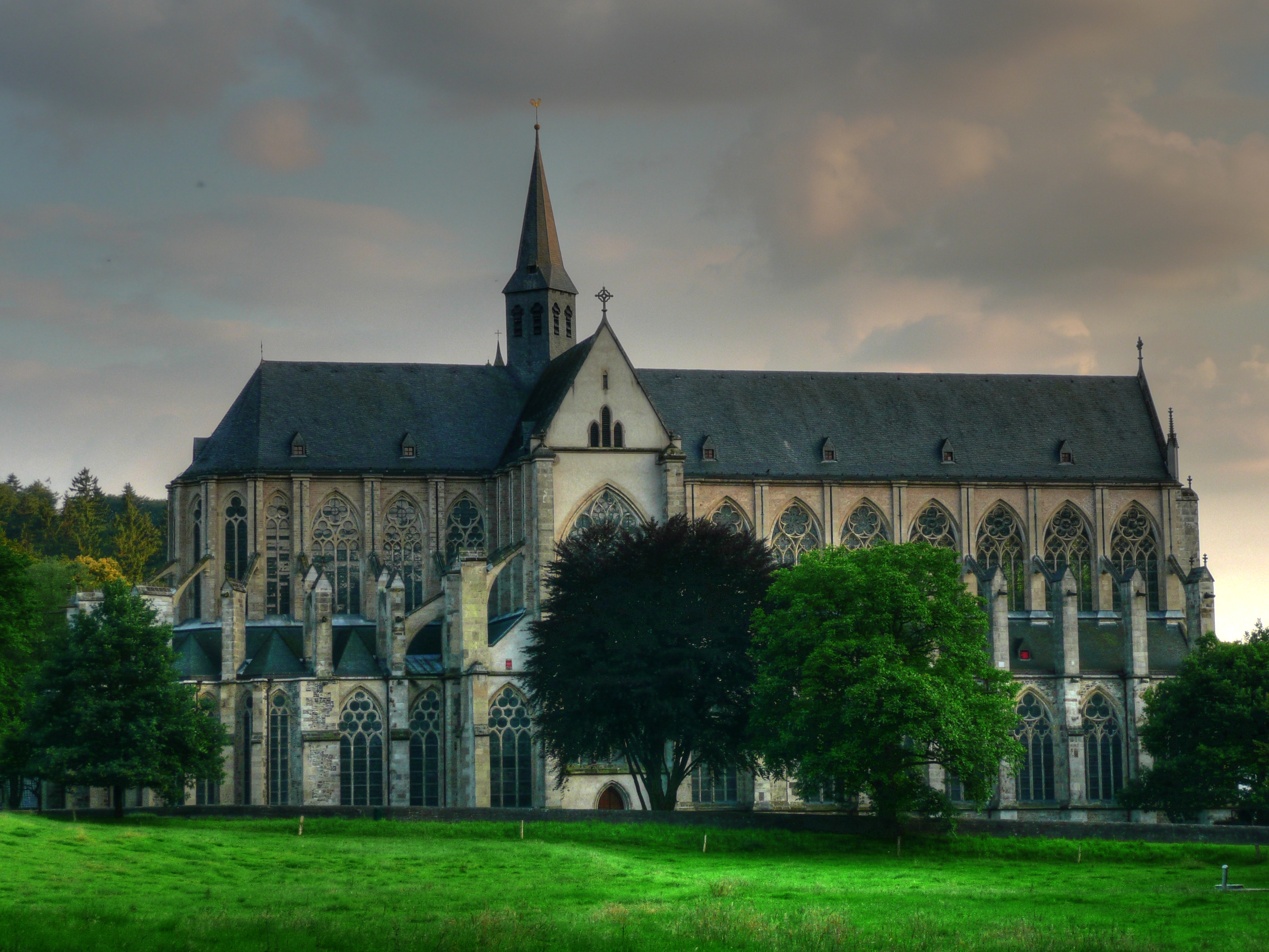
Altenberger Dom (Odenthal)
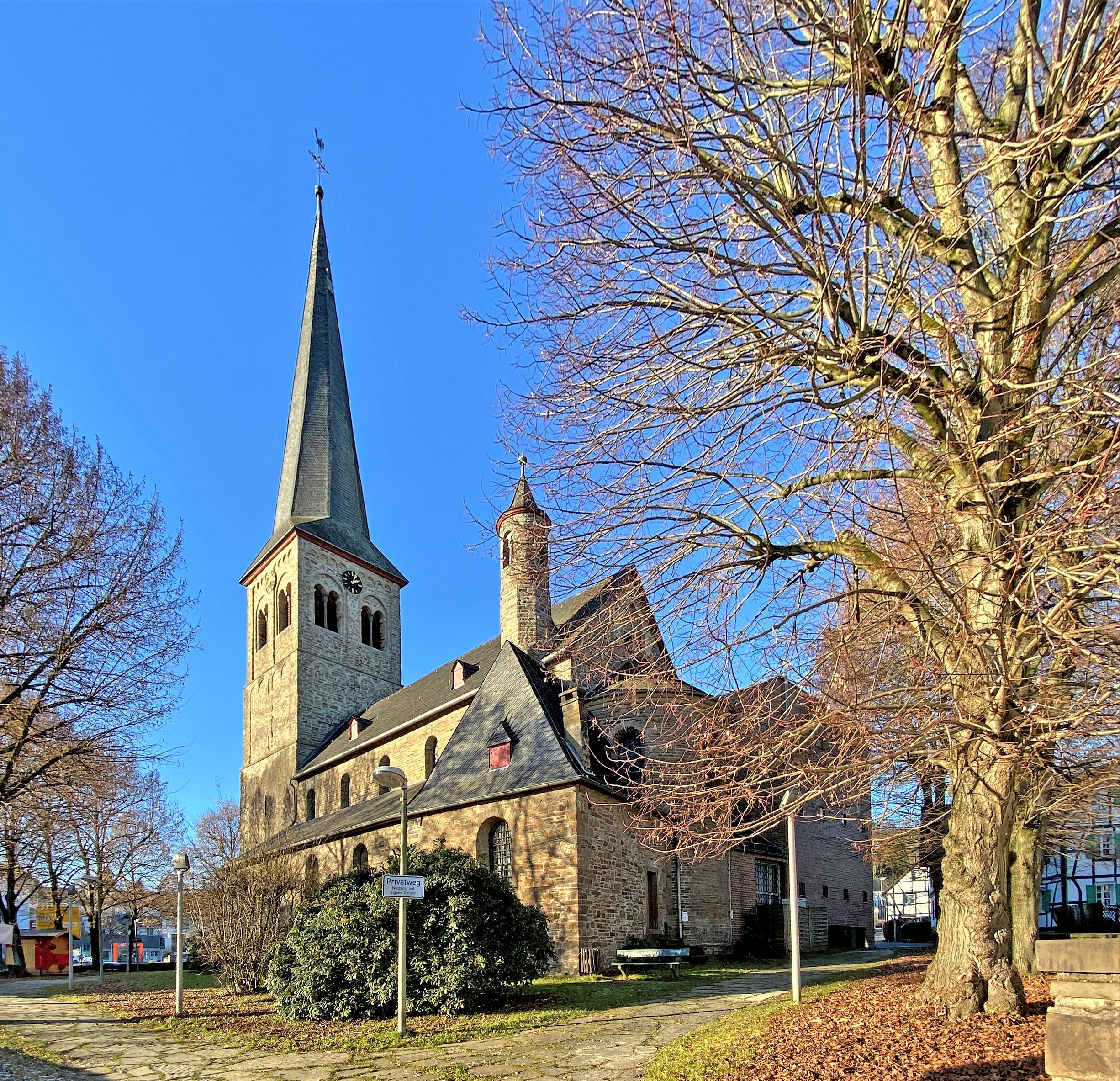
Kath. Pfarrkirche St. Walburga (Overath)
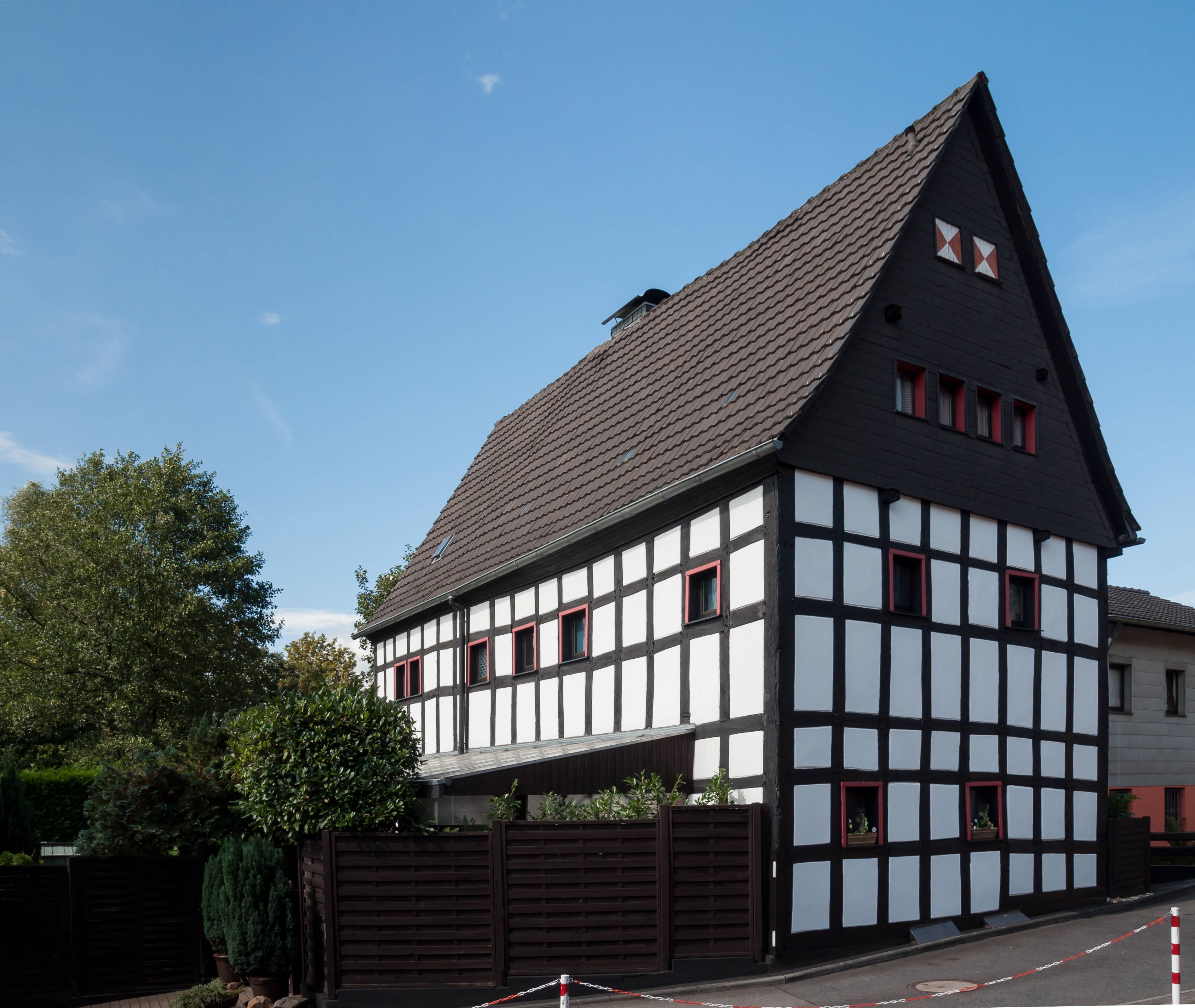
Haus Steeg Rambrücken (Rösrath)
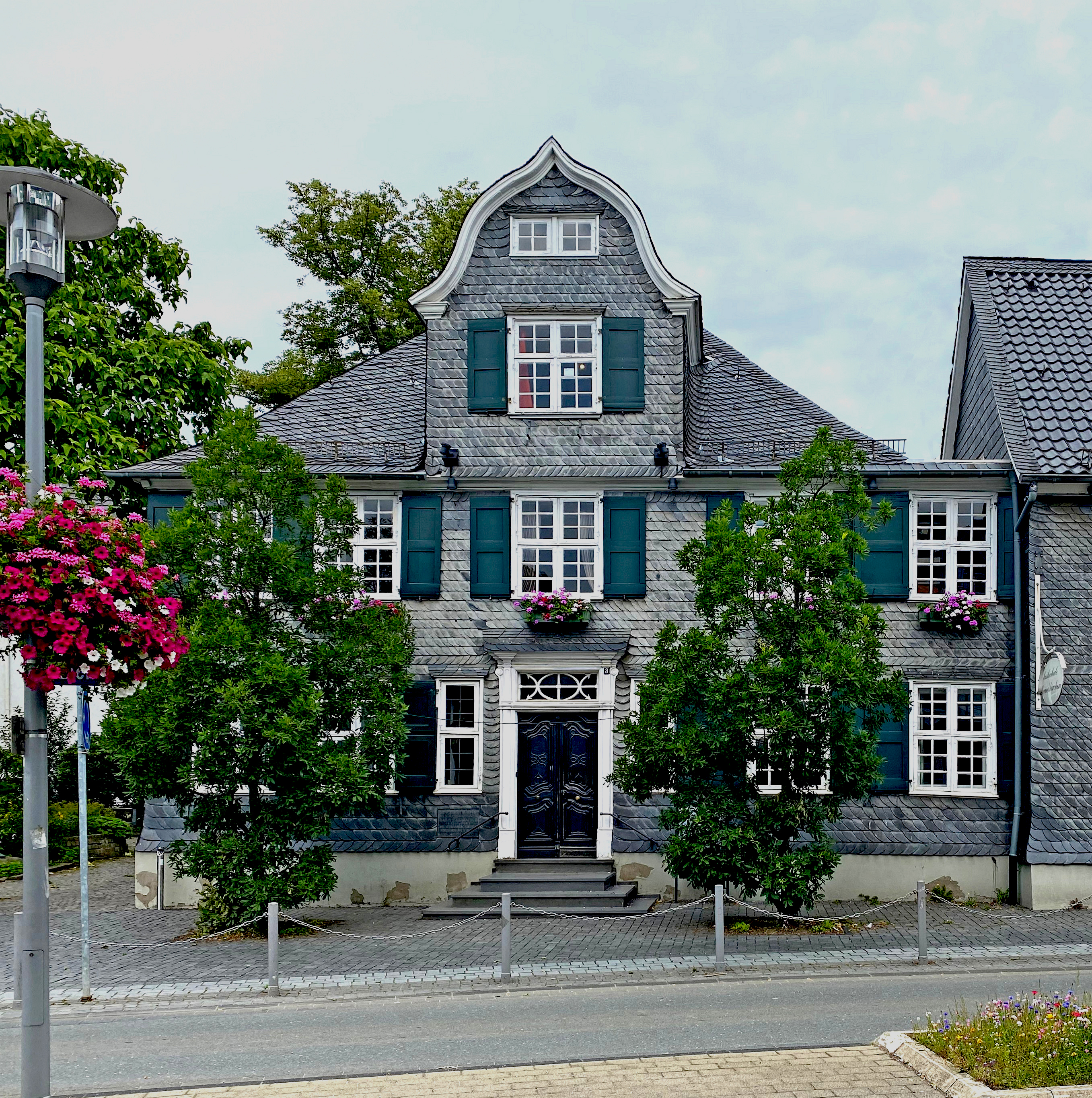
Bürgerhaus Eich 8 (Wermelskirchen)